# Commodus
Lucius Aurelius Commodus (efter år 180 Marcus Aurelius Commodus Antoninus), född 31 augusti 161 i Lanuvium, död 31 december 192 i Rom (mördad), var romersk kejsare från 17 mars 180 (medregent till Marcus Aurelius från 177). Han var son till Marcus Aurelius och Faustina den yngre.

## Biografi
Efter att han blivit faderns medregent 177 blev han kejsare efter dennes död under fälttåget mot markomannerna vid Donau år 180. Sedan han slutit en föga ärorik fred återvände han till Rom. Efter detta var det förhållandevis fredligt i riket, men det förekom stridigheter i Britannien.
Under sin regering visade han sig som en rå och grym tyrann och styrdes huvudsakligen av gunstlingar, vilket ledde till att riket i praktiken regerades av praetorianprefekter mellan 182 och 189. Finanserna råkade efter hand i ett bedrövligt tillstånd. Då han var ivrigt hängiven åt nöjen och tävlingar, uppträdde han även själv som gladiator. Han ansågs vara skicklig på att skjuta prick på vilda djur, och kunde krama ihop bägare med händerna. Som kejsare visade han tecken på storhetsvansinne, till exempel genom att 190 döpa om Rom till Colonia Commodiana, och att låta kalla sig själv Hercules Romanus. På mynten lät framställa sig kämpande mot djur eller såsom Hercules.
Till följd av sin ytterst godtyckliga och slappa regering blev han föremål för folkets och särskilt senatens avsky och hat. Redan 182 hade en sammansvärjning bildats, anstiftad av hans syster Lucilla, som emellertid upptäcktes och förhindrades.
Tio år senare föll dock Commodus offer för en ny sammansvärjning under ledning av hans älskarinna Marcia Aurelia Ceionia Demetrias och mördades. Efter avtal med gardesprefekten lät de sammansvurna en atlet strypa Commodus till döds nyårnatten före den 1 januari 193, den dag Commodus ämnade överta konsulatet.

## I nutida konst och populärkultur
Commodus regeringstid skildras, något modifierad, i hollywoodfilmerna Romarrikets fall från 1964 och Gladiator från år 2000. I den förstnämnda spelas Commodus av den kanadensiske skådespelaren Christopher Plummer och i den senare spelas kejsaren av den amerikanske skådespelaren Joaquin Phoenix. År 2016 släppte Netflix en dramadokumentärserie, Roman Empire: Reign of Blood som skildrar hans liv och där han spelas av Aaron Jakubenko.